# جيم بيرس (لاعب كرة قاعدة)
جيم بيرس (بالإنجليزية: Jim Pearce)‏ هو لاعب كرة قاعدة أمريكي، ولد في 9 يونيو 1925 في زبولون في الولايات المتحدة، وتوفي في 17 يوليو 2005 في رالي في الولايات المتحدة.

## وصلات خارجية
- جيم بيرس على موقعبيزبول رفرنس.كوم (الدوري الرئيسي) (الإنجليزية)
- جيم بيرس على موقعبيزبول رفرنس.كوم (الدوري الثانوي) (الإنجليزية)